# Антоній (Москаленко)
Архієпи́скоп Анто́ній (в миру Володимир Іванович Москаленко; 29 вересня 1940, Хабаровськ — 23 квітня 2025) — архієрей Російської православної церкви, колишній архієпископ Уральський і Актюбинський.

## Біографія
Архієпископ Уральський і Гур'євський Антоній (Москаленко Володимир Іванович) народився 29 вересня 1940 року в Хабаровську. У 1958 році закінчив середню школу. У 1960—1964 роках служив на Тихоокеанському флоті на підводному човні. Після демобілізації стає іподияконом архієпископа Іркутського Веніаміна (Новицького). У 1965—1969 роках здобував юридичну освіту в Іркутському державному університеті, який успішно закінчив.
27 вересня 1969 висвячений у сан диякона в Новосибірську архієпископом Новосибірським і Барнаульський Павлом (Голишевим). 12 жовтня 1969 висвячений на священика. 20 жовтня 1969 призначається настоятелем Микільської церкви селі Великий Улуй Красноярського краю. 13 квітня 1970 пострижений у чернецтво з ім'ям на честь Антонія Києво-Печерського. У цьому ж році вступає до Московської духовної семінарії. 15 серпня 1970 призначається другим священиком Троїцької церкви Красноярська. Після успішного закінчення семінарії у 1973 році вступає до Московської духовної академії, яку в 1977 році закінчує теж успішно. З серпня 1977 призначається настоятелем св. Троїцької церкви Томська.

## Духовна служба
5 жовтня 1981 призначається настоятелем св. Михайлівської церкви міста Дунаївці Хмельницької області в Україні. Кожна духовна посада була позначена здібностями та особистими якостями священика. Це у 1984 році було помічено митрополитом Київським Філаретом і архімандрит Антоній призначається Керуючим справами екзарха і настоятелем головного Кафедрального Собору Києва, пізніше митрополит Філарет рекомендує священика для висвячення в сан єпископа.
В результаті Постановою святійшого Патріарха Пимена і синоду від 4 жовтня 1985 архімандриту Антонію (Москаленко) визначено бути єпископом Переяслав-Хмельницьким, вікарієм Київської єпархії.
Хіротонія архімандрита Антонія в єпископи Переяслав-Хмельницького та вікарія Київської єпархії відбулася 13 жовтня 1985 у Володимирському Соборі. Хіротонію очолив митрополит Філарет. Здібності керівника єпископа Антонія привели його у 1986 році до самостійної кафедри Чернівецької та Буковинської, де його стараннями було відкрито 90 парафій, висвячено 150 священиків.
23 листопада 1990 Указом митрополита Київського Філарета відправлений у розпорядження Патріарха Московського і всієї Русі. Ухвалою синоду РПЦ від 30 січня 1991 утворена Уральська і Гур'ївська єпархія, до складу якої увійшли такі області: Актюбінська, Гур'ївська, Мангишлацька, Уральська, Тургайська, Костанайська. Єпископ Антоній був призначений правлячим архієреєм.
Стараннями архієпископа Антонія відкрито Уральський жіночий монастир на честь Покрови Пресвятої Богородиці. Число парафій зросло з 22 до 50. За визначний вклад у розбудову релігійного життя 25 лютого 1997 Святійшим Патріархом Московським і всієї Русі Алексієм II архієпископ Антоній возведений у сан архієпископа.
Плідною працею архієпископа Антонія будуються і реставруються храми, він здійснює численні робочі поїздки в країни далекого і ближнього зарубіжжя, веде листування з політичними діячами, вносить до парламенту Республіки пропозиції. За ініціатиою Президента Н. А. Назарбаєва архієпископа вводять до складу Асамблеї народу Казахстану. Весь свій час віддає на проповіді миру, злагоди і патріотизму в Республіці Казахстан. У лютому 2009 року було добудовано нову будівлю Єпархіального Управління, на відкритті якого були присутні представники влади, шановні люди Казахстану та країн СНД, що також показує діяльність Архієпископа Антонія з підвищення авторитету православної церкви.
27 травня 2022 р. рішенням синоду Російської православної церкви почислений на спокій з місцеперебуванням до Уральску.

## Нагороди
Архієпископ Антоній удостоєний церковних нагород:
- орден прп. Сергія Радонезького II ступеня;
- орден прп. Даниїла Московського П ступеня;
- орден свт. Інокентія, митрополита Московського П ступеня;
- орден Марії Магдалини Польської православної церкви;
- орден Паіссія Величковського II ступеня Православної Церкви Молдови (2009 рік);
- орден прп. Серафима Саровського II ступеня (2010 рік)[1]

Світські нагороди:
- 2001 р. — Ювілейна медаль — 10 років Незалежності Республіки Казакстан;
- 2005 р. — Ювілейна медаль — 10-річчя Конституції Республіки Казакстан;
- 2005 р. — Орден «Дружби» II ступеня;
- 2008 р. — Ювілейна медаль 10-річчя м. Астани,
- 2010 р. — орден «Парасат».
- Ювілейна медаль «200 років консульської служби міністерства Закордонних справ РФ»
- пам'ятна медаль морського флоту[1].